# Malice Mizer

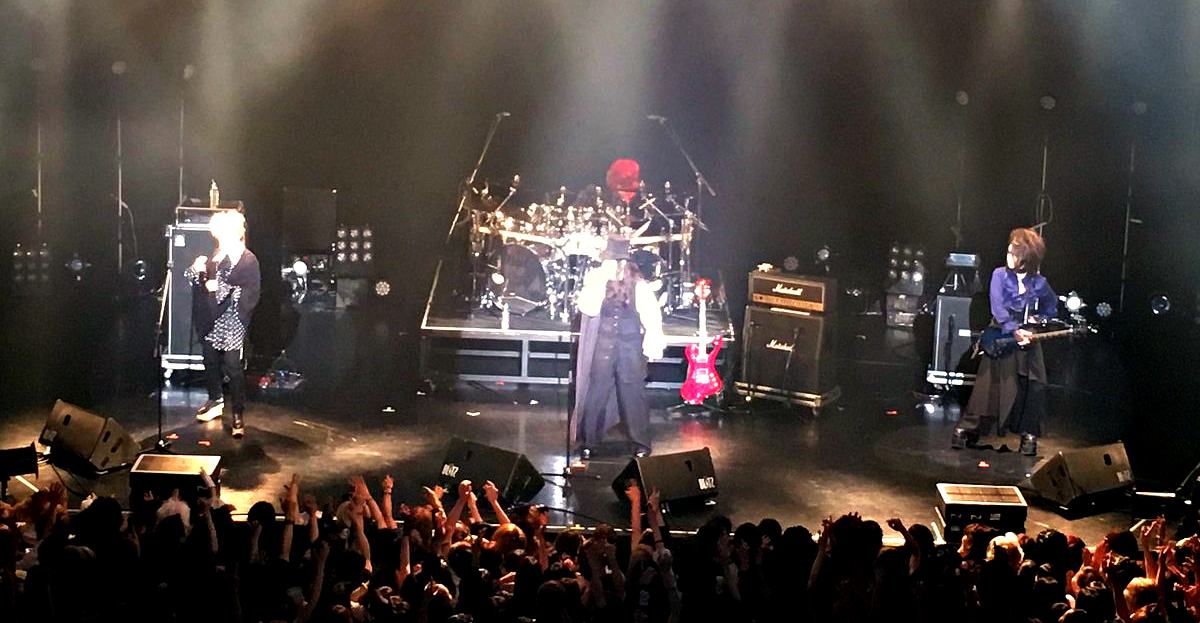
Közi, Yu~ki och Mana 2016

MALICE MIZER var en populär japansk musikgrupp inom visual kei-rörelsen som var aktiv mellan åren 1992 och 2001. De kännetecknades av neoklassiskt sound, ett antal särpräglade stilar samt extravaganta, teatraliska scenshower. Musiken var inspirerad av äldre västerländsk renässansmusik såväl som fransk populärmusik. Malice Mizer bestod av Mana (gitarr), Közi (gitarr), Yu~ki (bas) samt Klaha (sång). Tidigare medlemmar var Gackt (sång/piano), Tetsu (sång), Kami (trummor) och Gaz (trummor).

## Historia

### 1992-1994
Malice Mizer grundas 1992 av gitarristerna Közi och Mana; båda hade tidigare varit medlemmar i bandet Matenrou (摩天楼). De hade liknande musikaliska idéer och bestämde sig för att skapa ett eget band. De rekryterade Tetsu (sång), Yu~ki (bas) och Gaz (trummor).
Mellan 1992 och 1993 turnerade Malice Mizer i Japan och släppte fyra demoband. Deras spår, "Speed of Desperate", var även en del av samlingsvolymen Brain Trash. Strax efter dessa släpp lämnade Gaz gruppen och ersattes av Kami från Kneuklid Romance.
I juli 1994 släppte Malice Mizer sin debutskiva: "Memoire" på Manas eget skivbolag Midi:Nette. I december samma år utökades den med ett extra spår (Baroque) och släpptes igen under namnet "Memoire DX". Strax därefter lämnade Tetsu bandet.

### 1995-1999
Efter det uppehåll som följde Tetsus avhopp dök Malice Mizer upp igen under hösten 1995 med en ny sångare - Gackt Camui. Två singlar släpptes snart därefter; "Uruwashiki Kamen no Shotaijo" och "Ma Chérie". 1996 släpptes fullängdsalbumet "Voyage ~sans retour~" som följdes av en stor och påkostad turné.
Under denna period fick skivbolaget Columbia upp ögonen för Malice Mizer. I juli 1997 släpptes deras första major-singel "Bel Air" samt även en kortfilm med samma namn. Den följdes av en till singel, "au revoir", och den mycket populära fullängdsskivan "Merveilles". Det var under denna period som Malice Mizer var som mest populära; gruppen turnerade ständigt och medverkade ofta i TV- och radioprogram.
I början av 1999, på höjden av bandets framgångar lämnade Gackt gruppen. Anledningarna till att han gjorde detta har senare blivit ett föremål för ständiga diskussioner hos Malice Mizers fans. Gackt startade en solokarriär, och är i dag en av Japans ledande artister och tv-personligheter. Senare samma år avled Kami av en blodpropp i hjärnan. Bandet lämnade Columbia och återgick till Midi:Nette.

### 1999-2001
Trots att de reducerats till en trio fortsatte Malice Mizer oförtröttat. Två singlar, "Saikai no Chi to Bara" och "Kyomu no Naka de no Yuugi" samt ett boxset till Kamis ära, "Shinwa", släpptes inom loppet av ett par månader. En av Yu~kis vänner, Masaki Haruna; mer känd som Klaha, rekryterades som sessionssångare till deras nästa singel "Shiroi Hada ni Kuruu ai to Kanashimi no Rondo" och även albumet "Bara no Seidou" som släpptes strax därefter. Efter ytterligare en turné släpptes singlarna "Gardenia", "Beast of Blood" och "Garnet". Under denna period spelade bandet även in sin andra kortfilm; en Dracula-remake kallad "Bara no Konrei".
I december 2001 meddelade bandet att de skulle avbryta verksamheten.

## Diskografi

### Demoband
- Sans Logique (1992-10-31)
- SADNESS/SPEED OF DESPERATE (1993)
- Sadness ~I know the reason for her...~ (1993-04-05)
- The 1th Anniversary (1993-10-12)

### Singlar
- Uruwashiki kamen no shōtaijō (1995-12-10)
- ma chérie —Itoshii kimi e— (1996-10-10)
- Bel Air —Kūhaku no shunkan (toki) no naka de— (1997-07-19)
- au revoir (1997-12-03)
- Gekka no yasōkyoku (1998-02-21)
- ILLUMINATI (P-TYPE) (1998-04-20)
- Le ciel —Kūhaku no kanata e— (1998-09-30)
- Saikai no chi to bara (1999-11-03)
- Shinwa (2000-02-01)
- Kyomu no naka de no yūgi (2000.5.31)
- Shiroi hada ni kurū ai to kanashimi no RONDO (2000-07-26)
- Gardenia (2001-05-30)
- Beast of Blood (2001-06-21)
- Garnet —Kindan no sono e— (2001-11-30)

### Album
- memoire (1994-07-24)
- memoire DX (1994-12-24)
- Voyage ~sans retour~ (1996-06-07)
- merveilles (1998-03-18)
- Bara no Seidou (2000-08-23)